# Jean-Louis Lefort
Pour les articles homonymes, voir Lefort.
Jean-Louis Lefort ou Jean Lefort, né le 15 juin 1875 à Bordeaux et mort le 26 août 1954 à Nogent-sur-Marne, est un peintre et un illustrateur français.

## Biographie
Jean-Louis Lefort est le fils d'Émile Lefort, peintre, et de Catherine Bertière.
En 1898, il obtient une médaille au concours de figure dessinée et lors de son recrutement militaire, il est peintre décorateur.
Élève d'Achille Zo à l'École des beaux-arts de Bordeaux et de Jean-Léon Gérôme et de Pierre-Paul-Léon Glaize aux Beaux-Arts de Paris, il expose au Salon à partir de 1901. Logiste en 1902 du concours de Rome, il est également médaillé de 3e classe au Salon des artistes français la même année.
Il se fait connaître principalement grâce à ses aquarelles sur des thèmes militaires et illustre plusieurs ouvrages sur la Première Guerre mondiale, dont Les Croix de bois de Roland Dorgelès et Gaspard de René Benjamin. Il peint principalement des paysages urbains et aime représenter des scènes de la vie parisienne.
En 1908, il épouse Justine Léonie Lecocq ; les artistes peintres Maurice Tastemain et Henry Brémond sont témoins du mariage.
Il est membre du comité du Salon des indépendants et de la Société des Aquarellistes Français, vice-président de la fédération des artistes (section peinture) et président des Peintres du Paris Moderne, du Salon des Humoristes et du Salon des Tuileries.
En 1921, il demeure au 21 bis avenue de La Motte-Picquet.
Jean-Louis Lefort vécut à la fin de sa vie à la Maison Nationale des Artistes de Nogent-sur-Marne, ville où il mourût à l'âge de 79 ans et est enterré avec son épouse,,,.

## Œuvre

### Œuvres exposées

#### Salon des artistes français
- 1901 : Convalescent, dessin
- 1902 : La dispersion des peuples
- 1903 : La correction (atelier Gérôme)[9]
- 1907 : Les magasins du Louvre ; la porte Marengo
- 1908 : Une matinée au concert des Ambassadeurs
- 1908 : Portrait, sanguine
- 1909 : L'allée des Acacias[10]
- 1910 : La balançoire
- 1911 : L'entrée du Bois (Porte Dauphine)
- 1912 : Le champion
- 1912 : Fin de journée, fusain
- 1913 : La sortie de l'Opéra[11]
- 1914 : Journaux du soir

#### Salon d'Automne
- 1905 : Effet d'Hiver

#### Exposition industrielle internationale de Toulouse
- 1908 : La Bourse
- 1908 : Le bassin du Luxembourg (Automne)

#### Salon des indépendants
- 1920 : Metz, la Porte des Allemands ; Thann (Haute-Alsace), la Thur ; Colmar, la place Rapp ; Molshetm (Basse-Alsace), la place de la Liberté ; Thann (Haute-Alsace), la Grand-Rue et la Cathédrale ; Guebwiller (Haute-Alsace), l'arbre de la Liberté
- 1921 : Vieilles maisons lorraines sur la Moselle (Metz) ; La fontaine de Molsheim (Alsace) ; Le quai Saint-Jean (Strasbourg) ; La porte de Molsheim (Alsace) ; Le puits de Guebwiller (Alsace)
- 1922 : Molsheim (Basse-Alsace), le marché ; La fontaine de Kaysersberg ; Strasbourg : La rue du Château
- 1923 : Strasbourg, le premier 14 Juillet 1919
- 1924 : Place et avenue de l'Opéra
- 1925 : deux tableaux
- 1926 : Boulevard des Capucines (Paris) ; Dépôt de machines, gare Montparnasse (Paris)
- 1927 : Paris : rue de Rome (midi) ; Saint-Antonin (Tarn-et-Garonne) (aquarelle)
- 1928 : Place du Châtelet (Paris) ; Village de Dambach, le soir (Alsace) (aquarelle)
- 1929 : Place de la Concorde ; Place La Fayette et rue d'Hauteville
- 1930 : Place La Fayette et église Saint-Vincent-de-Paul ; Le port d'Orsay
- 1931 : La Sainte-Chapelle, Paris ; Place de l'Hôtel-de-Ville, Paris
- 1932 : La gare du Nord, Paris ; La Sainte-Chapelle et le Palais de Justice, Paris
- 1934 : 14 tableaux de Paris
- 1935 : Gare Saint-Lazare, Paris ; Place de la Bastille, Paris
- 1936 : Rue de Rivoli, Paris ; Notre-Dame-des-Champs, Paris
- 1937 : Musée du Louvre, place du Carrousel, Paris ; Monument de Pasteur, Paris
- 1938 : Le Sacré-Cœur, Paris ; Les Tuileries, Paris
- 1939 : Boulevard des Capucines, Paris ; Élégance 1937
- 1940 : L'Arc de triomphe du Carrousel, Paris ; L'armoire
- 1941 : Sainte-Clotilde, Paris ; Saint-François-Xavier, Paris
- 1943 :  Quelques vases ; Nature morte ; Église de Montrouge (neige) ; Église d'Auteuil (neige) ; Beaumont-le-Roger ; Tour de l'Horloge (Auxerre)
- 1944 : Les croissants, vision d'autrefois ; Journaux du soir ; Saint-Laurent, Paris ; Rue de Rivoli, Paris ; Parc Monceau, Paris
- 1945 : Paris : Magasin du Louvre un jour de réclame (1900) (esquisse) ; Paris : rue Saint-Antoine ; Paris : place de la Bastille ; Auxerre : tour de l'Horloge ; Auxerre : place Fourier
- 1947 : Rue de Rome et gare Saint-Lazare, Paris
- 1948 : Notre-Dame, le soir ; Viaduc d'Auteuil
- 1949 : Printemps aux Tuileries, Paris ; Pont-au-Change et la Conciergerie, Paris
- 1950 : Pont de Grenelle ; Pont de la Concorde et Chambre des Députés
- 1951 : Place Clichy, Paris ; Place de la Bastille, Paris
- 1952 : Le viaduc d'Auteuil, Paris ; Pont d'Iéna, Paris
- 1953 : Le viaduc de Nogent-sur-Marne ; Nature morte

#### Salon des Tuileries
- 1924 : Paris ; Le pont de la Concorde
- 1926 : La Place de l'Opéra ; Rue du 4-Septembre (vers l'Opéra) ; Rue de Rivoli
- 1927 : Gare St-Lazare, Cour du Havre ; L'Opéra ; L'Institut ; Le Port des Invalides ; Le Trocadéro
- 1928 : Place du Châtelet ; Pont-Marie à Paris ; Quai aux Fleurs, Paris ; Quai Henri IV, Paris
- 1929 : Rue de Rome (midi) ; Place Saint-Germain-l'Auxerrois
- 1930 : La Trinité ; La Sainte-Chapelle ; L'église Saint-Laurent ; Pavillon de Flore
- 1931 : Gare Saint-Lazare ; Pont de l'Alma (1) ; Pont de l'Alma (2)
- 1938 : Rue de Rivoli, Tour St-Jacques ; Cour de St-Julien-le-Pauvre ; Rue de Rivoli ; Rue St-Dominique ; Dôme de l'Église Saint-Paul ; Saint-Leu et rue Saint-Denis
- 1940 : Place Saint-Sulpice, Paris ; Intérieur
- 1941 : Saint-Nicolas-des-Champs, Paris ; Chapelle des Arts et Métiers, Paris ; Église de Montrouge, Paris ; Notre-Dame d'Auteuil, Paris
- 1943 : Matériel de peintre ; Place Lafayette, rue d'Hauteville, Paris ; Neuwiller (Alsace) (aquarelle) ; Vézelay, la Porte Neuve (Yonne) (aquarelle)
- 1944 : Chapelle du Musée Rodin, Paris ; Rue Réaumur, Paris ; Gare du Nord, Paris (dessin) ; Vente pouilleuse (dessin)
- 1945 : Notre-Dame et rue Lagrange, Paris ; La Tour Eiffel, Paris ; Place de la Bourse, 1938, Paris (dessin) ; Place de la Bourse, 1900, Paris (dessin)

### Œuvres dans les collections publiques
- Allemagne
  - Hanovre, musée de Basse-Saxe[4],[12]
- États-Unis
  - Kansas City, Mémorial de la Liberté[13]
- France
  - Beauvais, musée de l'Oise[14],[15]
  - Bordeaux, musée des Beaux-Arts[16]
  - Charenton-le-Pont, médiathèque du patrimoine et de la photographie[17]
  - Dijon, musée des Beaux-Arts[18]
  - Metz, musée de la Cour d'Or[19]
  - Nanterre, La Contemporaine[20]
  - Neuilly-sur-Seine, Hôtel de ville[21],[10]
  - Nogent-sur-Marne, musée[22]
  - Paris
    - Centre national d'art et de culture Georges-Pompidou[23]
    - Centre national des arts plastiques[24]
    - École nationale supérieure des Beaux-Arts[25],[26]
    - Fonds d'art contemporain - Paris Collections[27]
    - Musée Carnavalet[28],[29]

  - Périgueux, musée d'Art et d'Archéologie du Périgord[30]
  - Phalsbourg, musée historique et Erckmann-Chatrian[31]
  - Reims, musée des Beaux-Arts[32]
  - Sceaux, musée du Domaine départemental de Sceaux[33]
  - Strasbourg, musée d'Art moderne et contemporain[34]
  - Vannes, musée des Beaux-Arts La Cohue[35]

### Ouvrages illustrés
- René Benjamin, Les Justices de paix ou les vingt façons de juger dans Paris, Arthème Fayard, 1913 (OCLC 38614125, BNF 34219708).
- René Benjamin, L'Hôtel des ventes : Paris, sa faune et ses mœurs, Paris, G. Oudin, 1914 (BNF 34220340).
- René Benjamin, Gaspard, Paris, Devambez, 1917 (BNF 41623949)[36].
- Jean Lefort, Guerre 1914-1917... - Impressions du Front (collection de 20 eaux-fortes en couleurs), Paris, H. Wagram, 1917[37].
- Roland Dorgelès, Les Croix de bois, Paris, Albin Michel, 1919 (OCLC 491642278).
- Jean Robiquet, Noël 1932 - Promenons-nous dans le Vieux Paris (plaquette tirée à 150 exemplaires extraite du Bulletin du Personnel de la Compagnie Parisienne de Distribution d'Électricité), Paris, Société Générale d'Imprimerie et d'Édition, 20 décembre 1932, 12 p.
- Léandre Vaillat, Vieilles demeures parisiennes (L'Hôtel Sully, L'Hôtel Lambert, Le Palais de l'Élysée, L'Hôtel Carnavalet, L'Hôtel Chalons-Luxembourg, L'Hôtel de Mademoiselle Duchesnois), Paris, Laboratoires Galbrun, 1935.
- Marc Chassaing, Images de Ribérac et du Ribéracois, Ribérac, impr. de Guillet-Réjou, 1951 (BNF 31933354).
- Léonce Raffin, Les carnets de guerre d'un prêtre-soldat, 1914-1918, Paris, Bonne presse, 1954 (BNF 32553376).
- Jean Lepintre, Saint Camille de Lellis (1550-1614) : Fondateur des Camilliens, patron des infirmiers et des hôpitaux, Paris, Supplément au Croisé, 1962 (OCLC 494105807).

## Expositions posthumes
- du 6 juin au 12 juillet 1957 : Dessins et aquarelles de Charles Picart-le-Doux et Jean Lefort à la Bibliothèque de documentation internationale contemporaine (BDIC) située au Château de Vincennes[38] ;
- du 20 avril au 24 juin 1978 : Roland Dorgelès : de Montmartre à l'Académie Goncourt, exposition, à la Bibliothèque de l'Arsenal à Paris, consacrée à l'auteur où sont exposés les dessins préparatoires que Jean-Louis Lefort a réalisé pour une édition illustrée des Croix de Bois[39],[37] ;
- du 8 novembre 1998 au 31 janvier 1999 : Artistes au front (1914-1918) au musée de Nogent-sur-Marne[40] ;
- du 18 mars au 8 juin 2009 : L'Art au cœur de la Grande Guerre au Musée de l'Oise à Beauvais[14] ;
- du 4 février au 31 décembre 2014 : 7 artistes dans la guerre, Propagande et témoignages au musée de Nogent-sur-Marne[41] ;
- du 6 avril au 27 juillet 2014 : exposition Das Menschenschlachthaus : Der Erste Weltkrieg in der französischen und deutschen Kunst au Musée Von-der-Heydt de Wuppertal[42] ;
- du 14 septembre 2014 au 25 janvier 2015 : Jours de guerre et de paix - Regard franco-allemand sur l'art, de 1910 à 1930 au Musée des Beaux-Arts de Reims[42] ;
- du 22 mai 2018 au 13 janvier 2019 : War Around Us: Soldier Artist Impressions au Mémorial de la Liberté de Kansas City[43] ;
- du 3 octobre 2020 au 22 août 2021 : Trois artistes en balade au musée de Nogent-sur-Marne[44] ;
- du 17 septembre au 11 novembre 2021 : Peintres et soldats : des artistes au front au Musée de la Mémoire de Belleau[45].

## Distinctions
- Chevalier de la Légion d'honneur (1925)[8]
- Croix de guerre 1914-1918
- Officier d'académie (1912)[46]
- Officier de l'Instruction publique (1922)[47]

## Iconographie
- Jane Nérée-Gautier, Portrait de Jean Lefort, présenté au Salon de la Société des artistes français de 1933[48],[49].
- Stéphane de Trenqualye, Portrait du peintre Jean Lefort, présenté au 55e Salon de la Société des artistes indépendants de 1944[50].

## Galerie

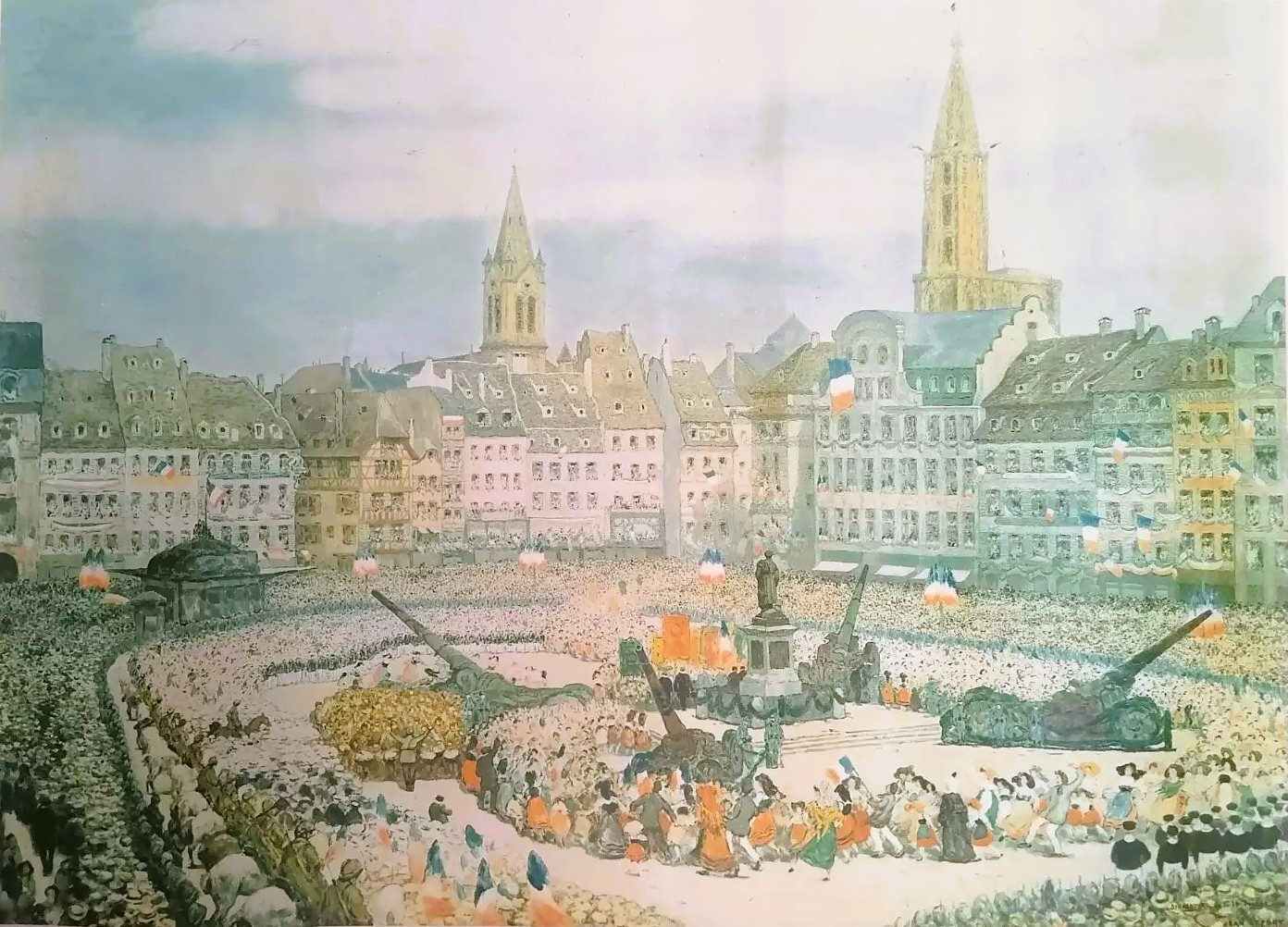
L'inoubliable journée du 14 juillet 1919 à Strasbourg, lithographie.
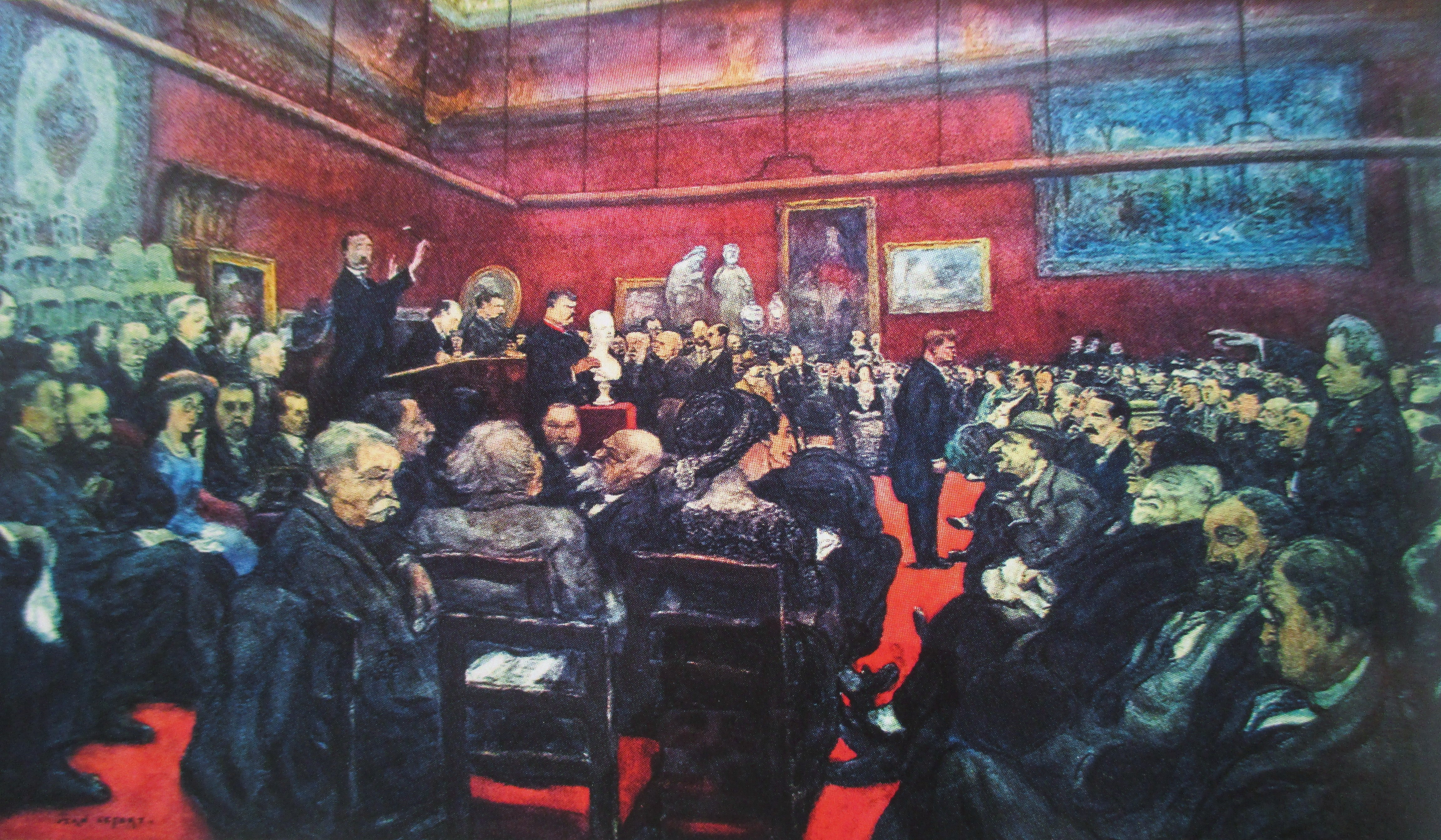
L'intérieur de l’hôtel Drouot lors d’une vente dirigée par Me Lair-Dubreuil.
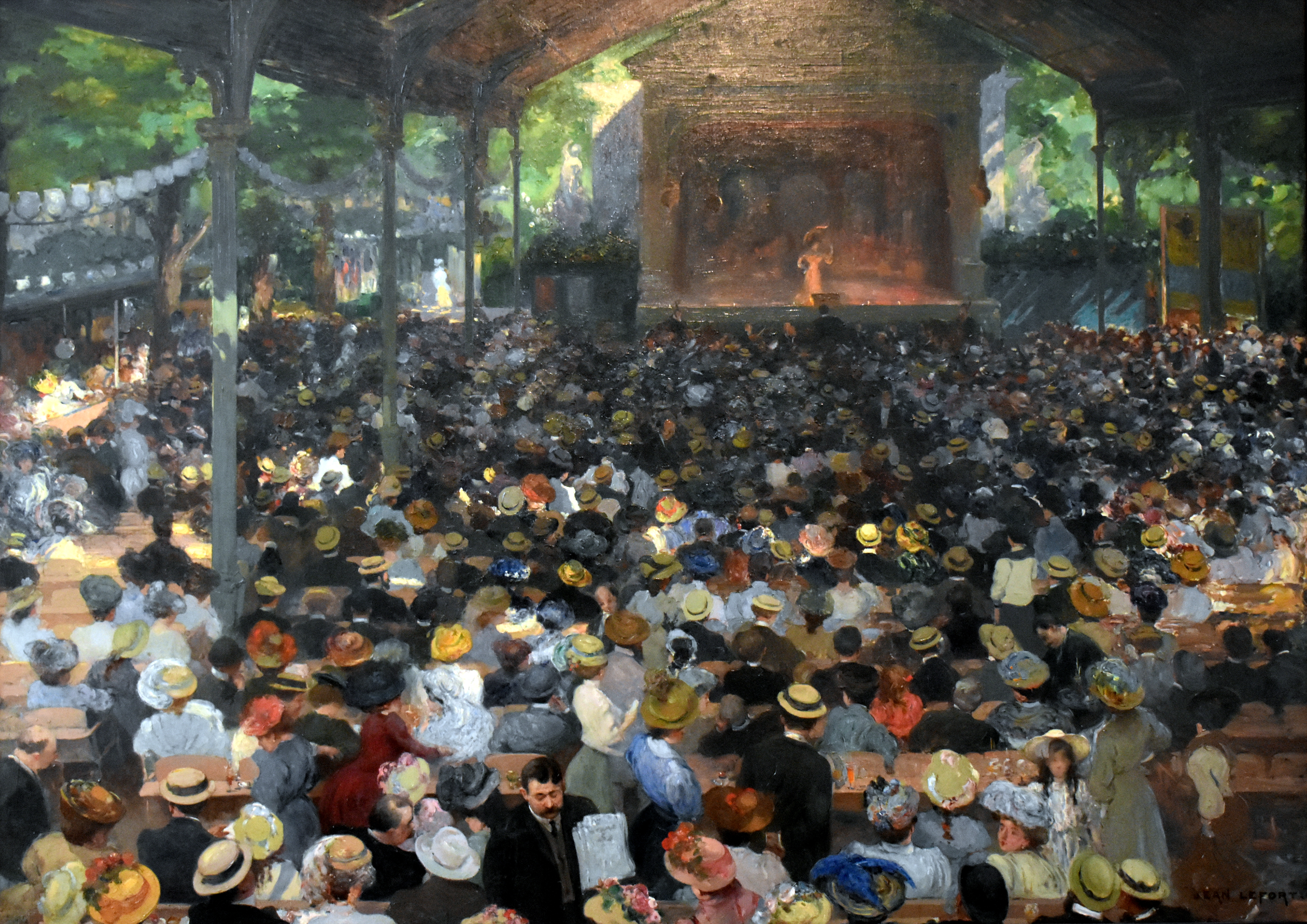
Matinée au concert des Ambassadeurs, huile sur toile, musée des Beaux-Arts de Bordeaux.
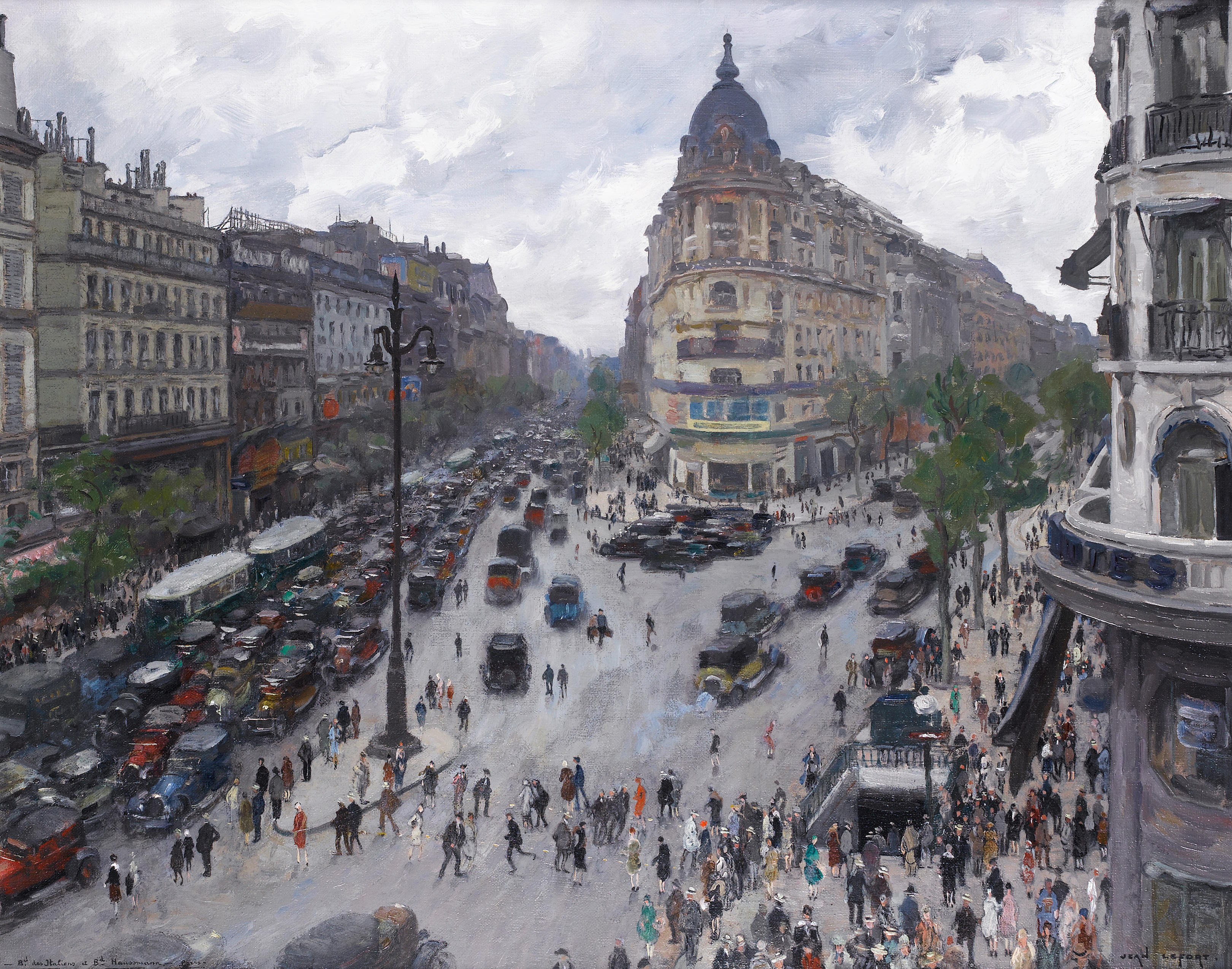
Boulevard des Italiens et Boulevard Haussman, Paris, huile sur toile.
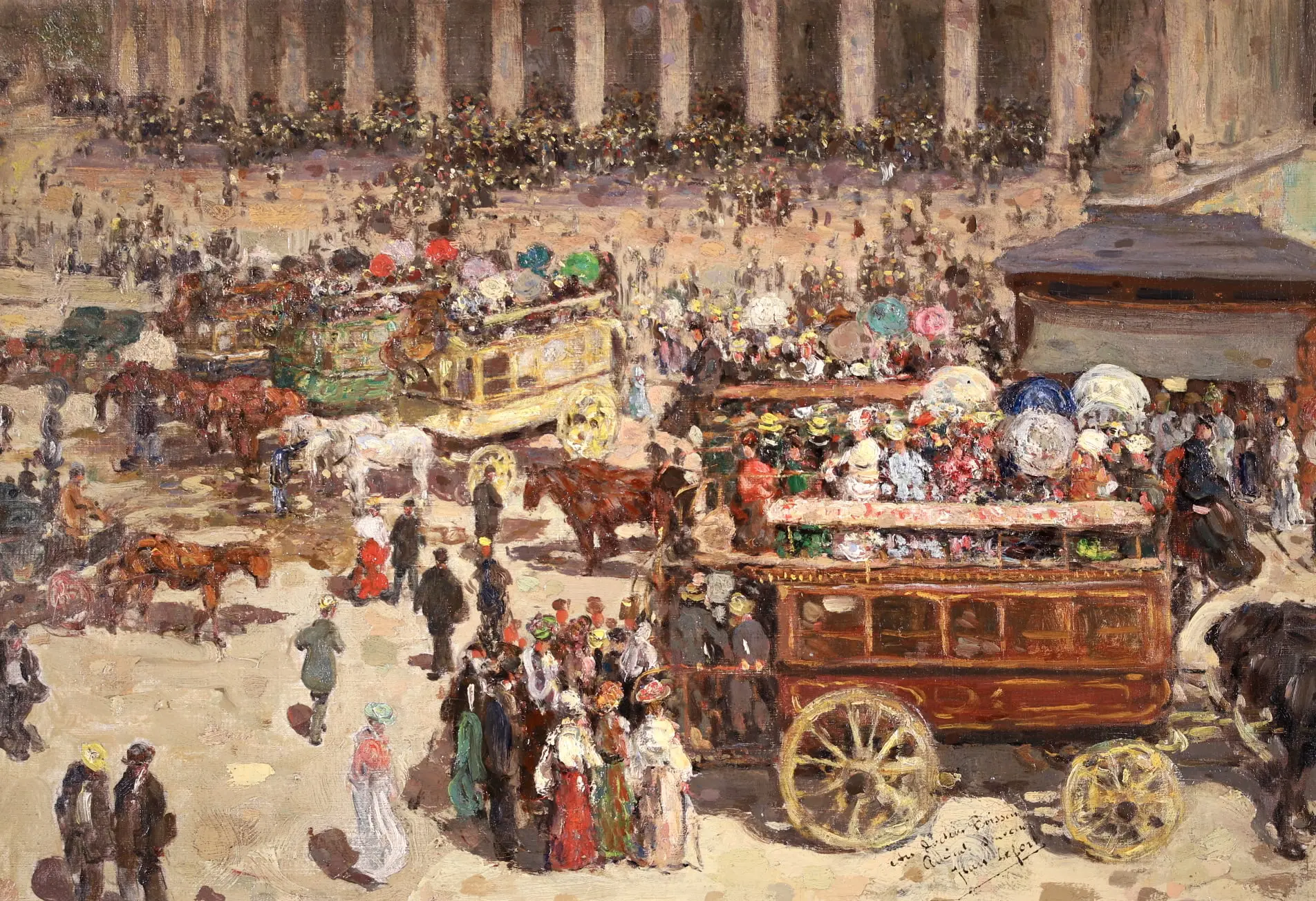
Bourse de Paris, huile sur toile, 1920.
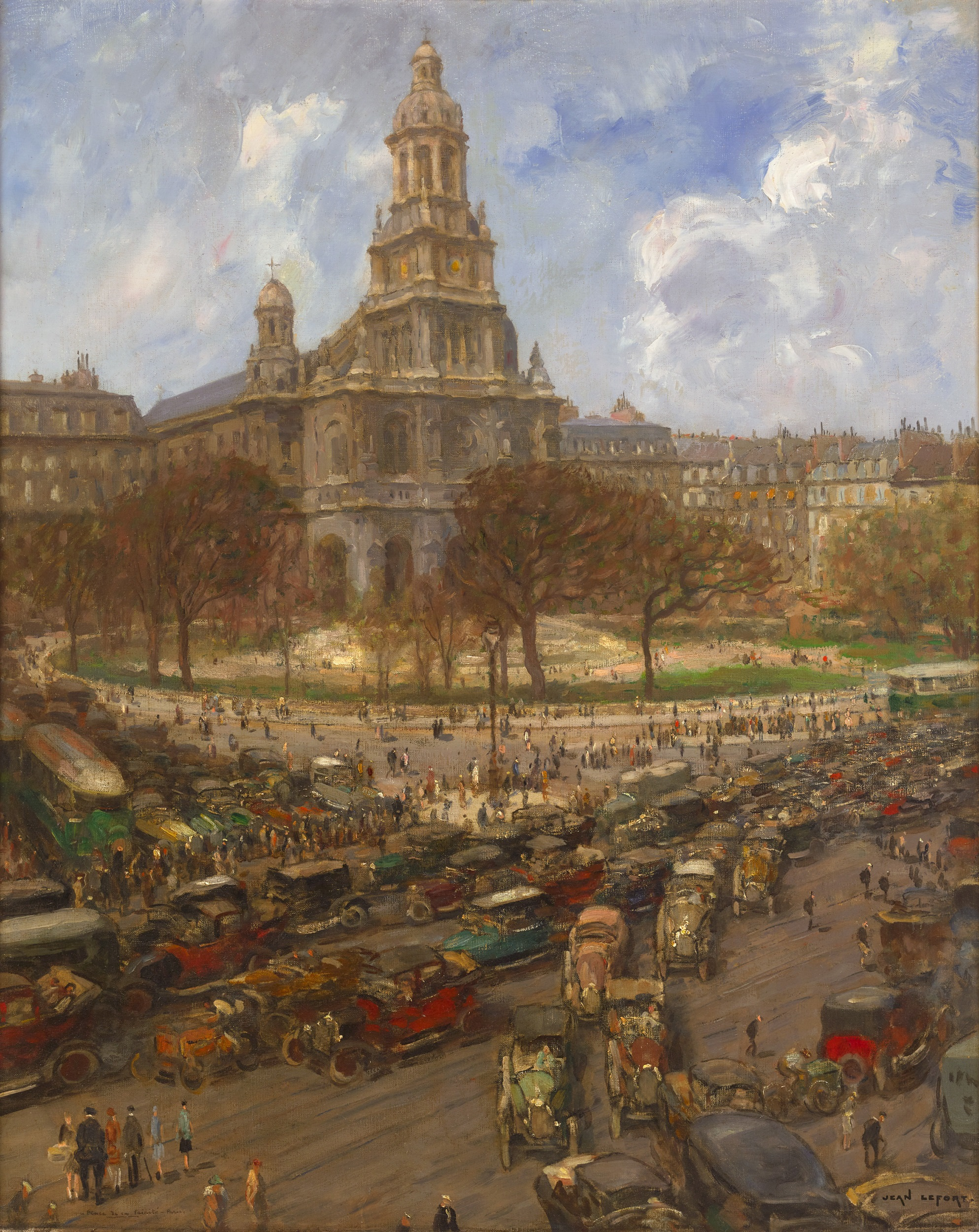
Place de la Trinité, Paris, huile sur toile.
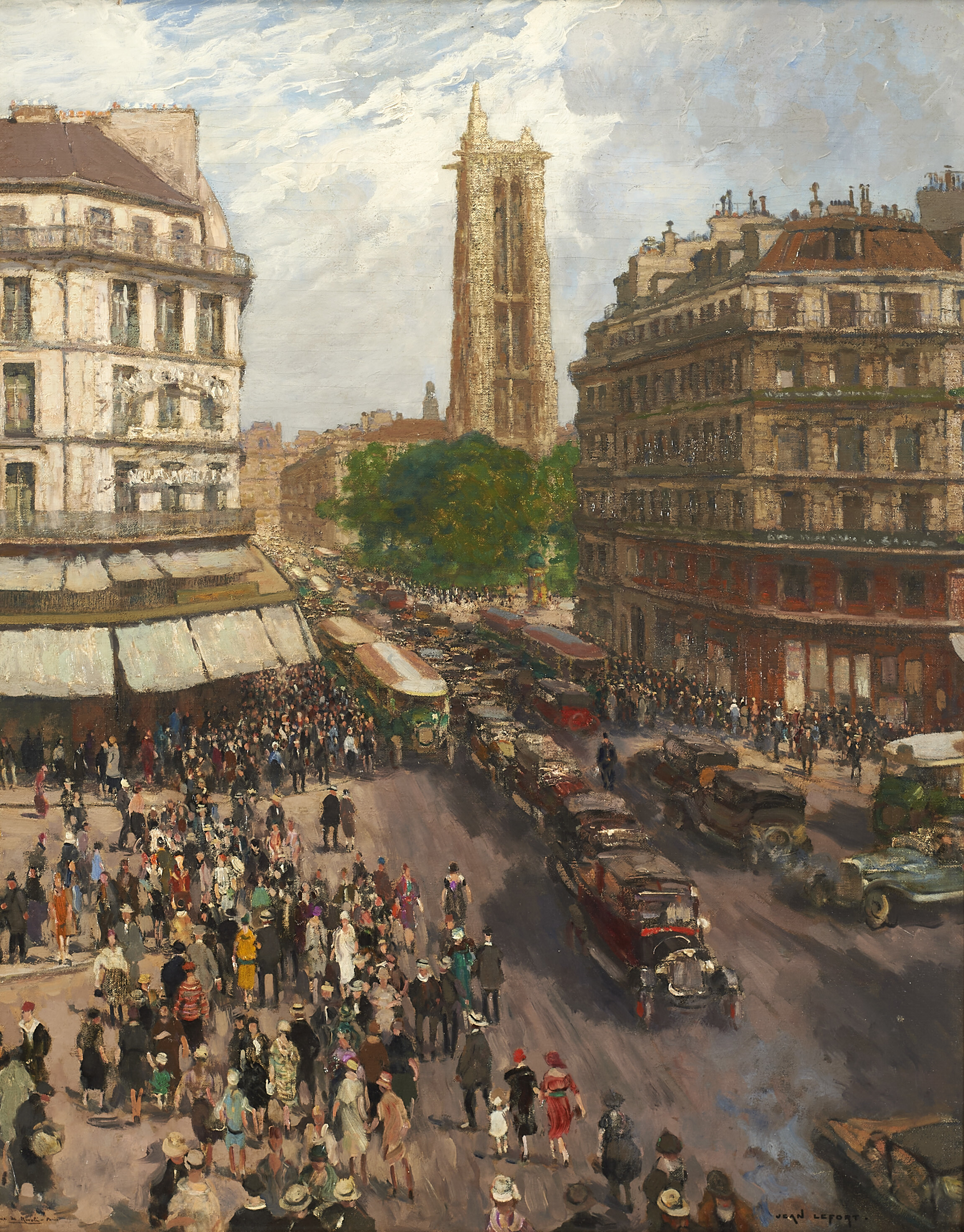
Rue de Rivoli, Paris, huile sur toile.
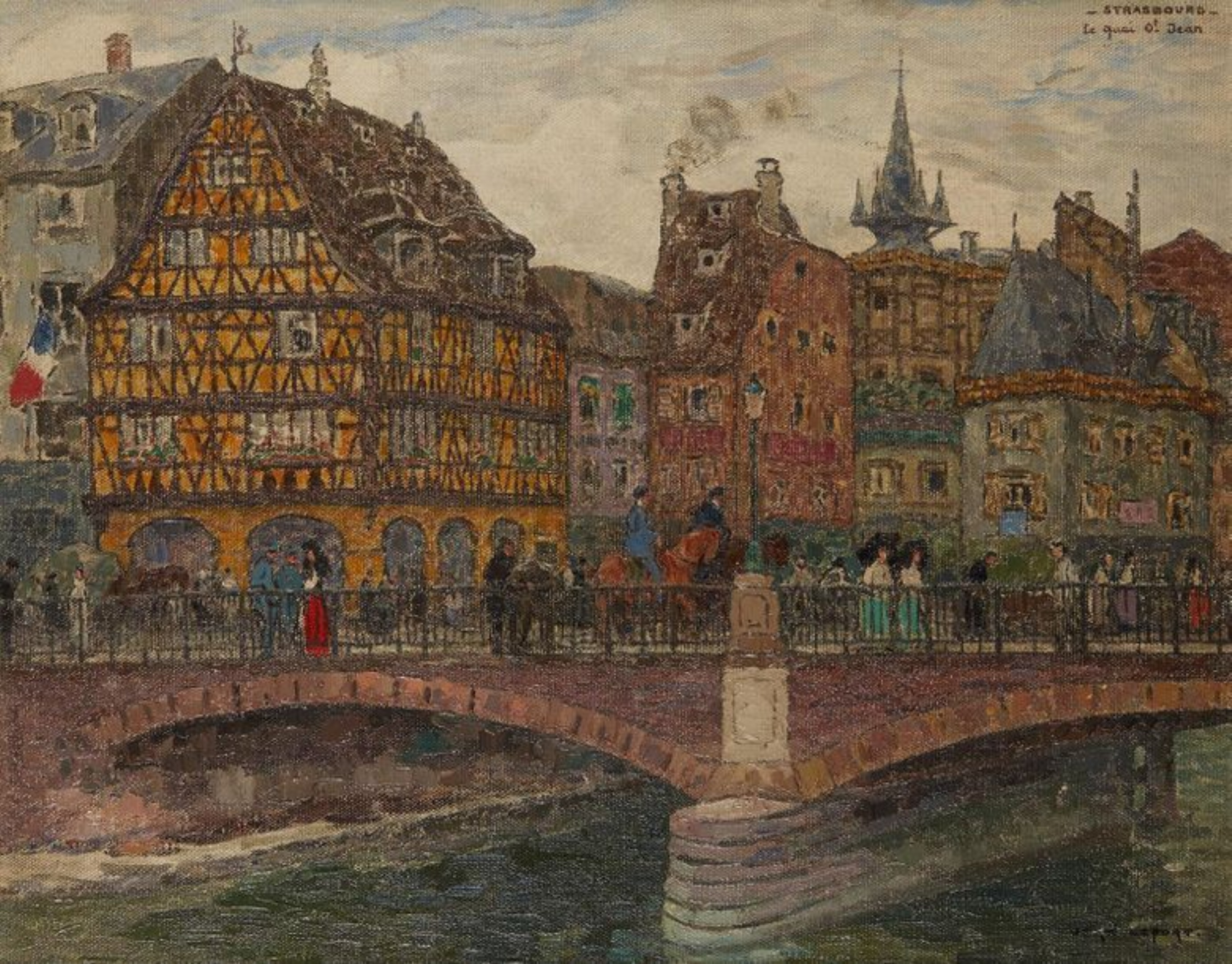
Strasbourg, le quai saint Jean, huile sur toile.
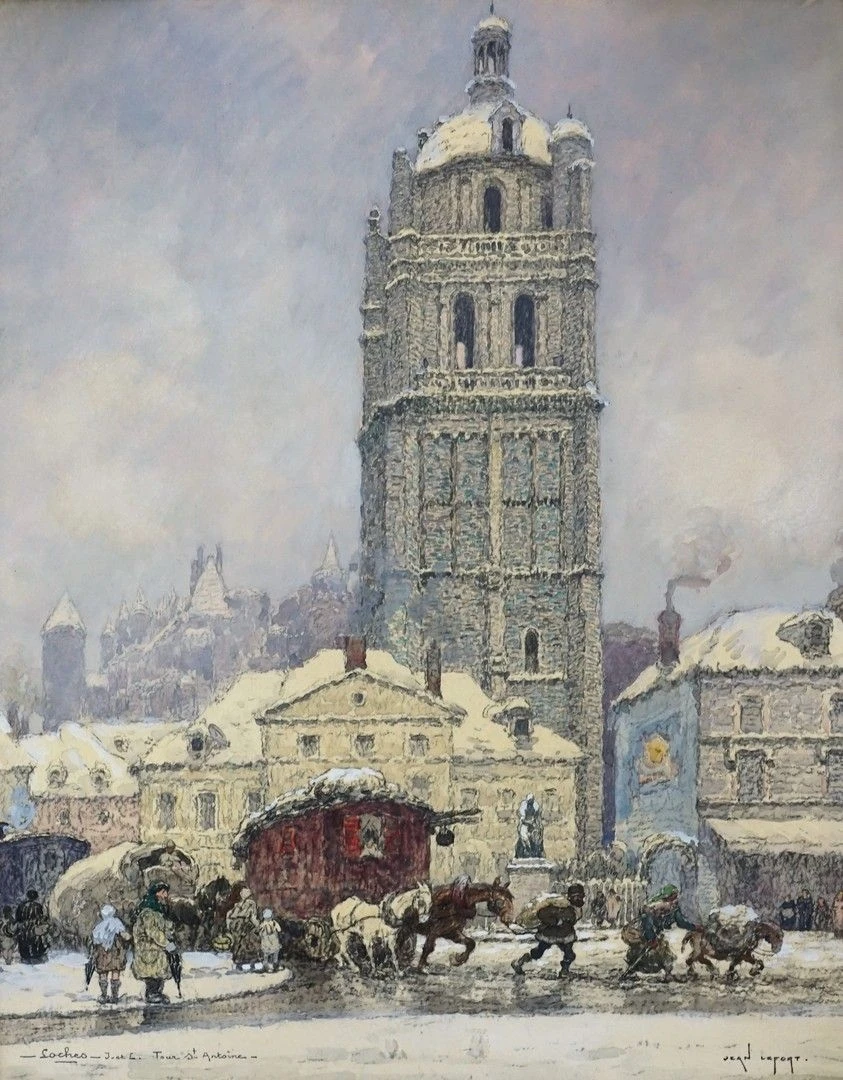
Vue de la Tour Saint Antoine à Loches, aquarelle.
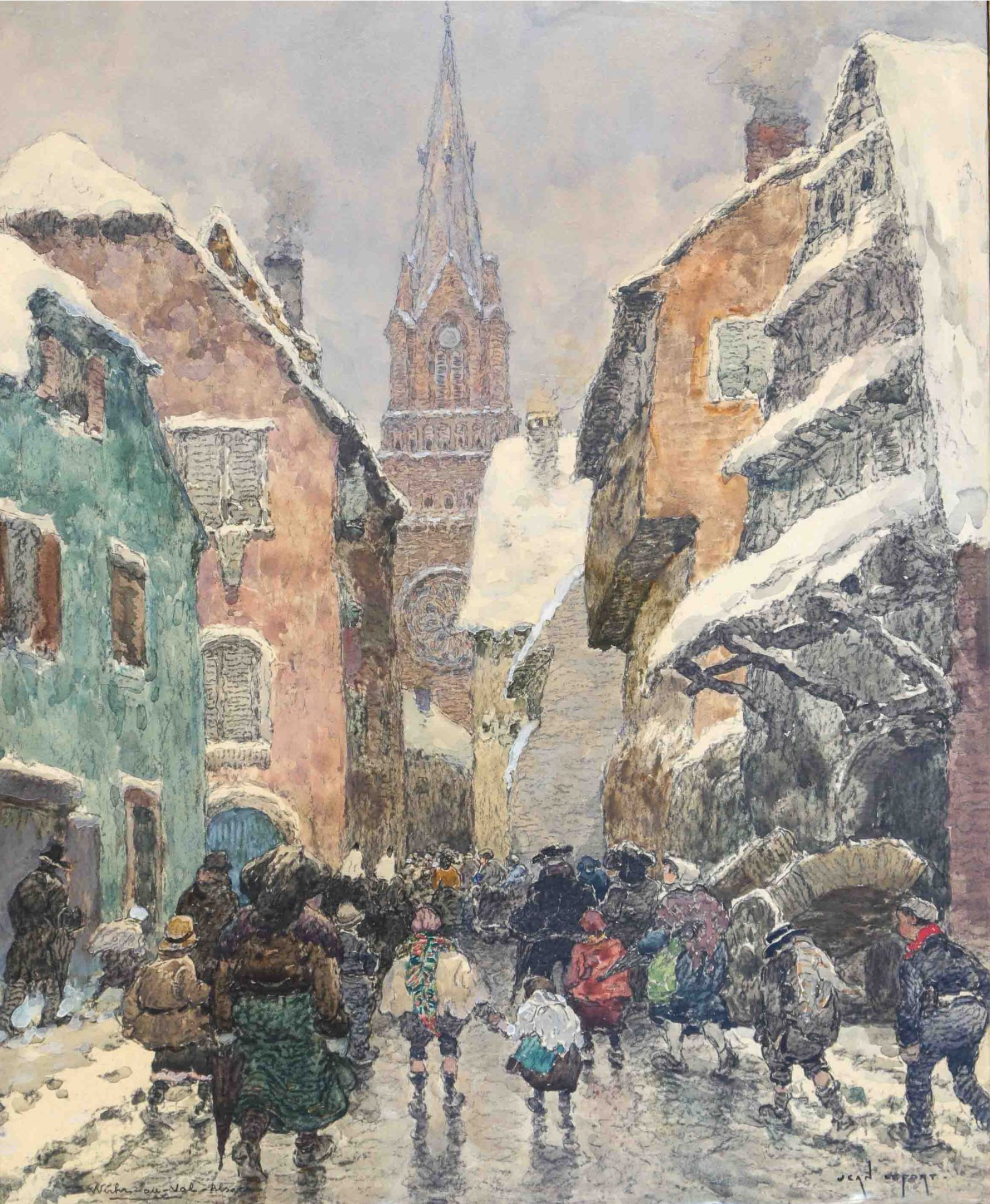
Wihr au Val d'Alsace, aquarelle.
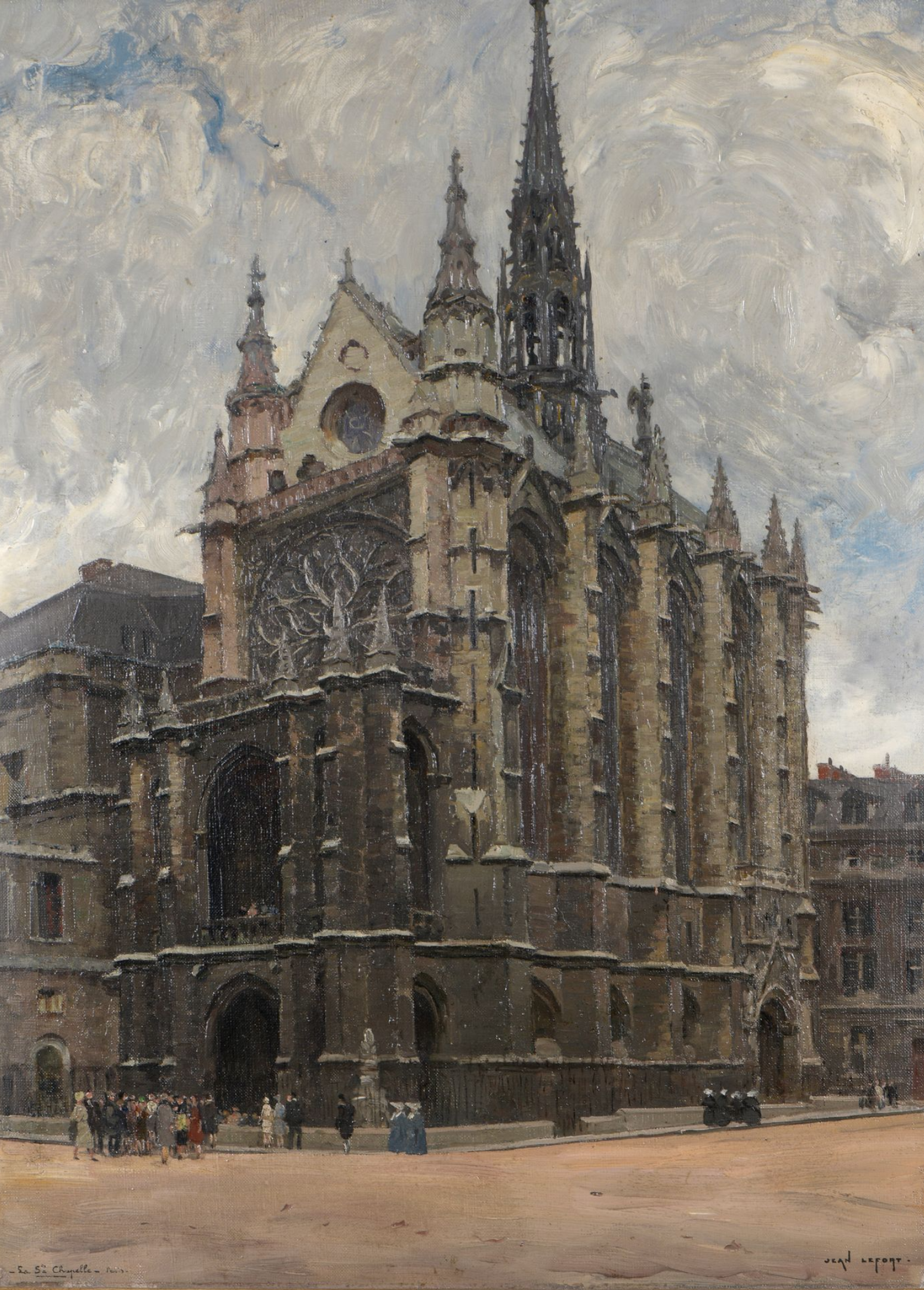
La Sainte Chapelle, huile sur toile.
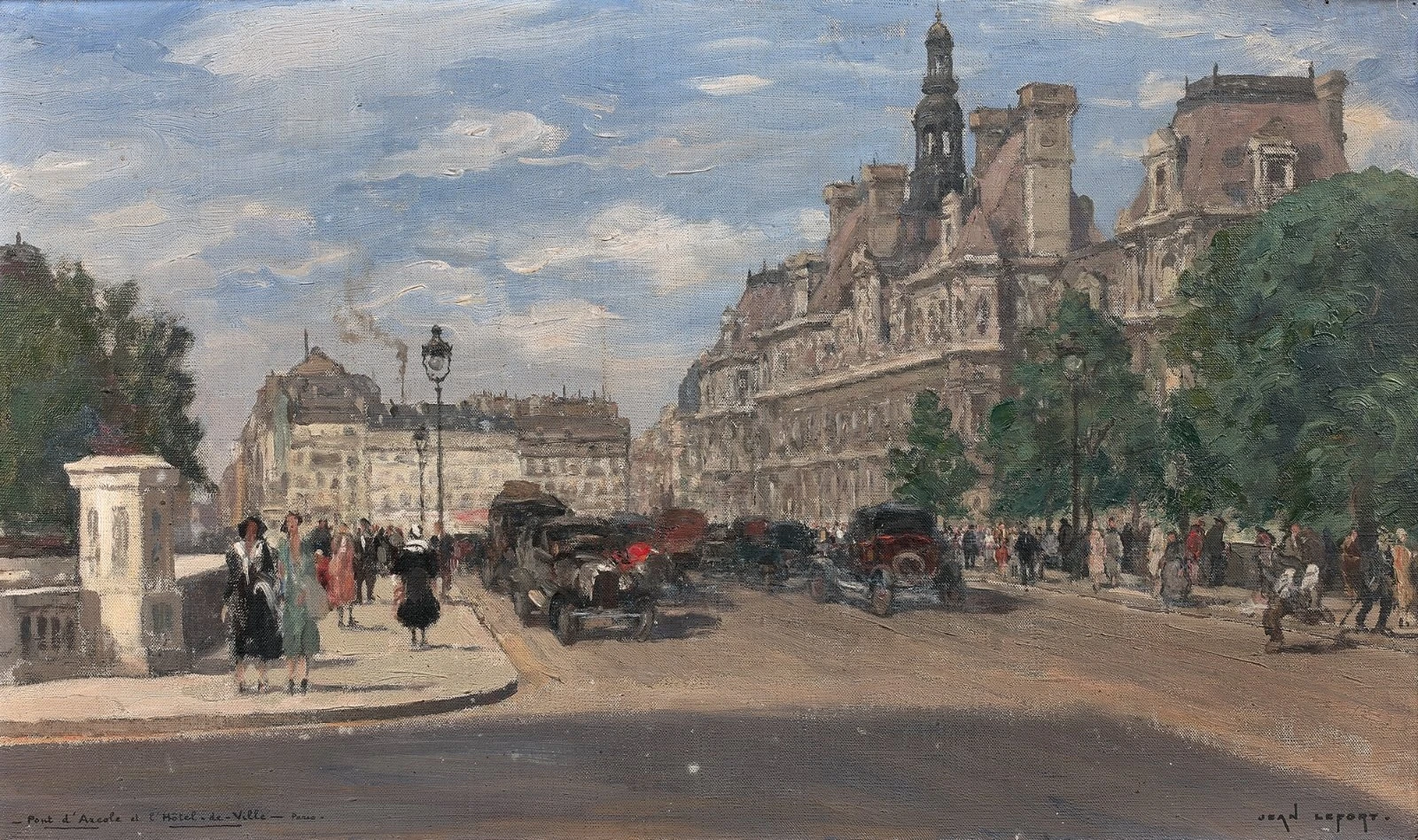
Pont d'Arcole et l'Hôtel de Ville, Paris, huile sur toile.